# اوتکولاسو
اوتکولاسو (به اسپانیایی: Utkhulasu) یک کوه در پرو است که در Peru, Junín Region واقع شده‌است. اوتکولاسو ۵٬۰۰۰ متر بالاتر از سطح دریا واقع شده‌است.